# Euritmia

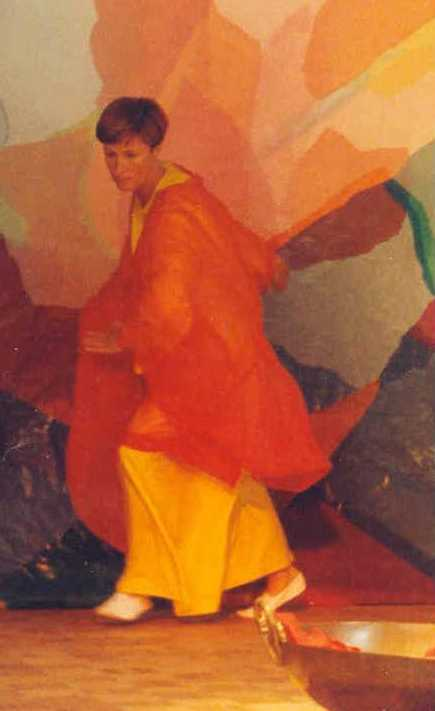
Euritmista előadás közben

Az euritmia (görögül: jó, szép, harmonikus ritmus) előadóművészeti ág, amit a táncterápiában és az oktatásban is felhasználnak, különösen a Waldorf-iskolákban.  Rudolf Steiner, az antropozófia megalapítójának nevéhez fűződik, aki már 1908-ban indítványozta egyfajta mozgásművészet gyakorlását és terjesztését

## Története
Margarita Volosina(de) (1882–1973) orosz festőnő volt az első, aki Steiner misztériumdrámáinak bemutatóin fellépett.

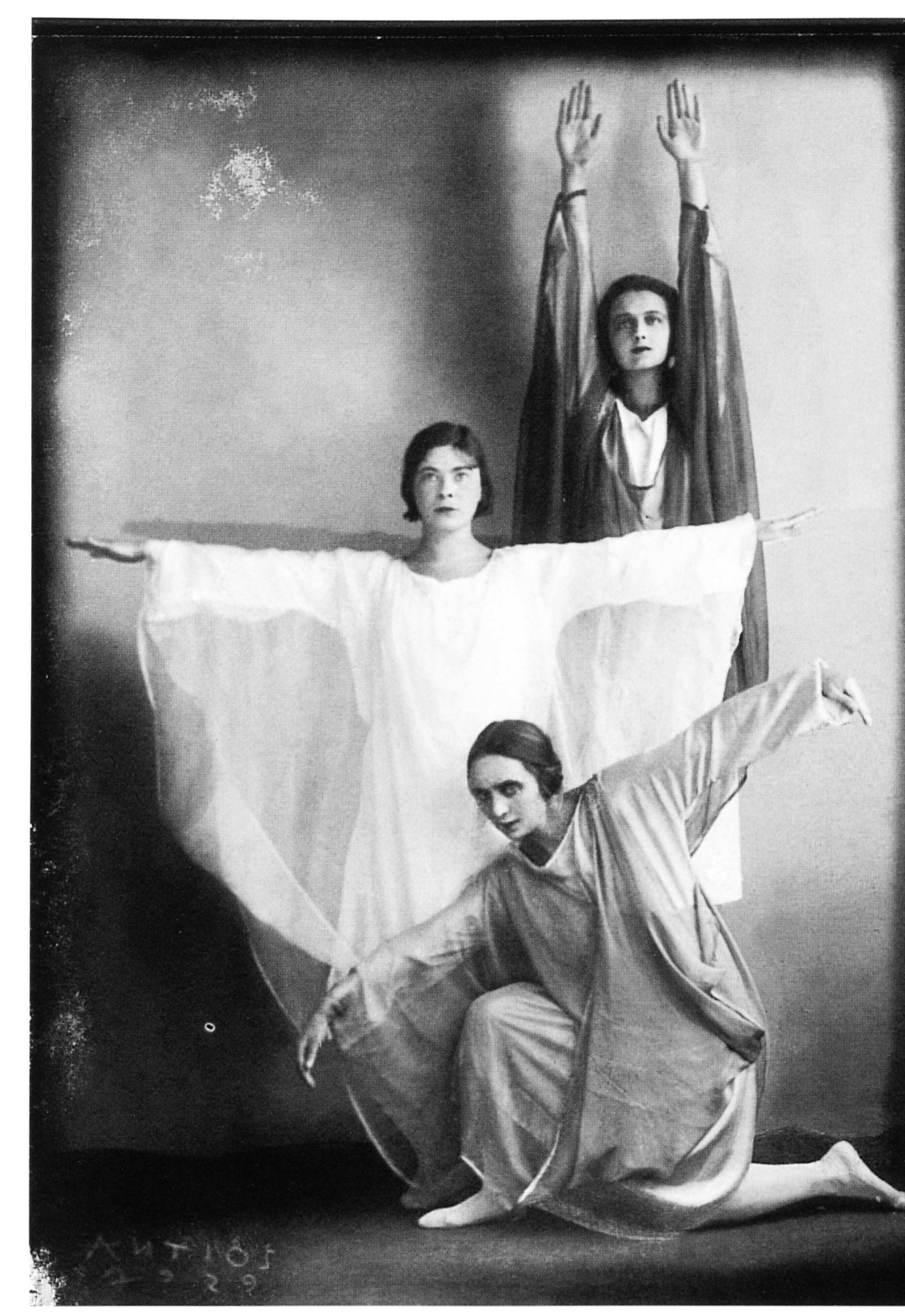
Anton Josef Trčka Euritmikus táncosok (1926)

Az első nyilvános euritmia-bemutató 1911 decemberében, Berlinben volt.
Az euritmia szót 1912-ben, az első euritmia-kurzuson Marie Steiner indítványozta.
Lory Maier-Smits (1893-1971) lett Dornachban, az antropozófia központjában az első euritmia-tanár; őt követte Tatyjána Kiszeljova (1881-1970), Marija Szavics (1882-1975) és Ászja Turgenyev-Bugajev (1890-1966).
1919-ben az első Waldorf-iskola tantárgyai között már szerepelt az euritmia.
Németországban és Hollandiában is tartottak bemutatókat.
1924-ben, Dornachban Rudolf Steiner két nagy bemutatót rendezett, Euritmia mint látható beszéd és Euritmia mint látható ének címekkel.
Az euritmia népszerűsítéséért és oktatásáért sokat tett az anyai ágon magyar felmenőkkel is rendelkező Ilona Schubert (1900-1983) is.

### Magyarországi helyzet
Az euritmia az antropozófia hazai meghonosodása idején (1926–1946) még nem tudott gyökeret verni. Ezután Magyarországon csak 1989 után tarthattak nyilvános bemutató előadásokat, amik Scheily Mária és Clemens Scheuning nevéhez fűződnek.
1992-ben indult a hazai képzés.

## Alapvetések
(S. Pintye Mária írása alapján.)
„Az euritmia lélekkel teli testi kifejezésformát öltő belső mozdulat.”
Az euritmiában minden hangzónak van egy testtel kifejezhető alapmozdulata, mely nem önkényesen jött létre, hanem attól függően, hogy abban a hangzóban milyen képi tartalom sűrűsödött össze korábban, valamint milyenek a hang képzésének karakterjegyei.
A magánhangzók inkább a beszéd lelki tartalmát közvetítik, a mássalhangzók inkább a lélek külvilágra való reagálását tükrözik
- Élettani hatása:
  - javítja az izomtónus-szabályozást;
  - élénkíti az anyagcsere-folyamatokat (az anyagcsererendszerben van a legnagyobb szerepe a ritmusoknak).

- A beszédhez, olvasás-előkészítéshez kapcsolódó készségek:
  - kialakítja, fejleszti az utánzókészséget;
  - segíti a testséma kialakulását,
  - fejleszti a térbeli tájékozódást;
  - javítja a mozgáskoordinációt;
  - segít a harmonikus mozgás- és beszédritmus kialakításában;
  - segíti a fonematikus hallás kialakulását;
  - kialakítja a beszédfigyelmet;
  - elősegíti a mozgás és a beszéd szeriális felépítését (hangok, szavak helye, egymásutánisága);
  - hozzájárul a beszédértés fejlődéséhez, élő fogalma kialakulásához;
  - segít a szókincs megtartásában, mobilizálásában;
  - segít a belső beszéd rendezésében.

- Lelki hatások:
  - a mozgás által oldódnak a gátlások, erősebb mozdulatokba beleoldódik az agresszió;
  - a test átjárhatóvá válik a lélek számára, megteremtődik a kettő egyensúlya;
  - a nem beszélő gyermekek is úgy érzik, ki tudják fejezni magukat;
  - az apatikus, kevéssé érdeklődő gyermeket felélénkíti az euritmia;
  - a hipermotilis gyermek lelki feszültségei a testtel végzett mozgásokba tevődnek át, megnyugszik.(Neki még az is fontos, hogy a foglalkozások ritmusosan ismétlődjenek egy héten belül, mert a rendezettség, a ritmusok betartása hat rá;
  - fejleszti a szociabilitást, az egymásra való odafigyelést;
  - elősegíti az én erősödését, az önkontroll kialakulását.

- Hatása a kognitív funkciókra:
  - fejleszti a figyelem tartósságát;
  - fejleszti a vizuális és a verbális emlékezőkészséget;
  - serkenti az észlelési folyamatokat, főleg a kinesztéziát, a hallást és a látást;
  - elősegíti az összefüggések felismerését;
  - szerepet játszik a gondolatritmusok kialakulásában.

### Gyógyeuritmia
A gyógyeuritmia az antropozófus orvoslás egy speciális válfaja.
1921-től Ita Wegman kezdeményezte az euritmiát mint kiegészítő gyógymódot.

#### A gyógyeuritmia úttörői
- Ilse Knauer (német)
- Erna van Deventer (holland)
- Elisabeth Baumann-Dollfus (svájci)
- Julia Bort-Pache (német)
- Margarete Krause (német)

## Ajánlott irodalom
- Bagdy E.: Az euritmia alapjai. In: Bíró S.–Juhász S. (szerk.): Nonverbális pszichoterápiák. Magyar Pszichiátriai Társaság, Budapest, 1991
- S. Pintye Mária: „Testből font jelbeszéd”. Az euritmia lehetőségei a logopédiai óvodában. In: Kissné Haffner É. (szerk.): Segíts, hogy önmagam is csinálhassam. BGGYTF, Bp., 1998

## Külső hivatkozások
- Magyar Euritmia Mozgásművészeti Társaság Archiválva 2017. szeptember 25-i dátummal a Wayback Machine-ben
- Eurythmie (német nyelvű)